# Cratichneumon pertenuis
Cratichneumon pertenuis är en stekelart som beskrevs av Heinrich 1961. Cratichneumon pertenuis ingår i släktet Cratichneumon och familjen brokparasitsteklar. Inga underarter finns listade i Catalogue of Life.